# 토니 (1935년 영화)
토니(Toni)는 프랑스에서 제작된 장 르누아르 감독의 1935년 드라마 영화이다. 찰스 블래벳 등이 주연으로 출연하였다.

## 출연

### 주연
- 찰스 블래벳
- 제니 힐리아

### 조연
- 맥스 달반